# Walter Strickland (9e baronnet)
Walter William Strickland, de jure 9e baronnet (26 mai 1851 - 9 août 1938) est un traducteur anglais et militant radical. Il est connu sous le nom de " baronnet anarchiste " parce qu'il a erré à travers le monde pendant une grande partie de sa vie en épousant des causes radicales. Après avoir reçu la nationalité tchécoslovaque en 1923, il renonce à sa nationalité britannique et déménage ensuite à Java ,,.

## Biographie
Strickland est né à Westminster alors que le domaine familial se trouvait à Hildenley Hall près de Malton, dans le North Yorkshire. Il fait ses études à l'Académie d'Édimbourg et au Trinity College de Cambridge. Il est le fils aîné de Charles Strickland (8e baronnet) (1819-1909), le seul enfant de son premier mariage avec Georgina, fille de Sir William Milner, 4e baronnet, mais n'a jamais officiellement utilisé le titre dont il hérite à la mort de son père .
En 1888, il épouse Eliza Vokes (1860-1946). Polyglotte parlant couramment les langues anciennes et modernes, il écrit plusieurs livres et brochures et traduit des œuvres du poète tchèque Vítězslav Hálek .
Il est lié au manuscrit de Voynich. Il a peut-être rencontré Wilfrid Voynich au cours de ses premières années à Londres, lorsque Voynich est directement impliqué dans les activités politiques des réfugiés russes à Londres, sous la direction de Sergueï Stepniak-Kravtchinski, qui fonde la SFRF (Société des amis de la liberté russe) et le RFPF (Fonds de la presse libre russe) .
Au début des années 1890, Strickland part vivre à l'étranger. En 1911, il vend la maison familiale qui devient un couvent. Après 1912, il n'habite plus en Angleterre. Strickland passe quelque temps en Russie et en 1923 devient citoyen de la Tchécoslovaquie, renonçant officiellement à sa citoyenneté britannique et n'utilisant pas le titre. (Il n'existe aucun mécanisme permettant à un baronnet de renoncer au titre, bien qu'il soit possible de cesser de l'utiliser de son vivant) .
En 1931, il s'installe à Buitenzorg, Java, où il meurt en 1938. Lui et sa femme n'ont pas d'enfants et le titre passa à un cousin éloigné, Sir Henry Strickland-Constable, 10e baronnet.

## Opinions politiques
Strickland a des idées libertaires, socialistes (bohèmes) et athées. Ses activités anti-britanniques et anti-impérialistes sont largement rapportées dans la presse anglophone, notamment dans le Times et le Daily Express, faisant de lui une célébrité, tandis que son errance le conduit à être surnommé le « gitan » ,.
Strickland croyait être l'objet de complots d'assassinat par les Britanniques. Dans une lettre à un journal de Londres, il écrit : « La persécution vulgaire, non-gentleman et, en fait, meurtrière à laquelle j'ai été soumis est exclusivement britannique. Selon les renseignements britanniques, Strickland est considéré comme « d'une raison douteuse » .
En 1909, Guy Aldred, fondateur du Glasgow Anarchist Group, est condamné à 12 mois de travaux forcés pour avoir imprimé le numéro d'août de The Indian Sociologist, un journal nationaliste indien édité par Shyamji Krishnavarma. Strickland entend parler de l'action d'Aldred et lui envoie un télégramme de félicitations à la prison et un chèque de 10 £. Plusieurs de ses écrits sont publiés dans The Indian Sociologist entre 1911 et 1914 .
Selon John Taylor Caldwell : « Walter était un excentrique. Il préférait les livres aux activités des jeunes hommes normaux de sa classe et n'avait aucun intérêt pour le sport, la boisson, le jeu ou les femmes. Son père était déçu et dégoûté. Un jour qu'il discutait avec Walter (probablement pas pour la première fois) de son style de vie insatisfaisant et du fait qu'il approchait de la quarantaine et qu'il n'était toujours pas marié, Walter se leva de table et, comme le raconte l'histoire, a proposé à la première fille qu'il a rencontrée, qui s'est avérée être la bonne de cuisine."
Il donne 10 000 £ à Sun Yat-sen « pour l'aider à déclencher une révolte contre l'empereur de Chine ».
Pendant la Première Guerre mondiale, Strickland fait don de 10 000 £ au Mouvement pour l'indépendance de la Tchécoslovaquie  de son ami Tomáš Masaryk.